# Річка (пісня)
«Річка», також відома під назвою «Двічі в одну річку не ввійдеш» — пісня української співачки Юлії Рай, яка вийшла у 2006 році у складі студійного альбому «Річка».

## Історія
За словами її авторки, Юлії Рай, вона написала її у 16 років через нерозділене кохання до хлопця. Хоча пізніше Юлія з ним спілкувалася, але так і не розповіла йому, що пісня про нього. Сам процес написання тексту пісні зайняв у неї, приблизно, 15 хвилин.
|  | Пам'ятаю, написала приспів, потім трохи подумала, яким має бути початок і все було готове. Дуже швидко. |

## Переспіви
- Українська співачка Юлія Думанська записала свою кавер-версію[2][3] на цю пісню та відзняла музичний відеокліп[4]. Проте, як стверджує сама Юлія Рай, дозволу на виконання цієї пісні вона Юлії Думанській не давала, лише постфактум був підписаний договір, щоб узаконити використання пісні[1].
- Китайський співак Чжоу Шень[en] разом з українським співаком Андрієм Шамраєм виконали цю пісню у етері реаліті-шоу CHUANG у 2021 році[5].